# Czegdomyn
Czegdomyn – osiedle typu miejskiego w Rosji, w Kraju Chabarowskim. W 2010 roku liczyło 13 048 mieszkańców.
Znajduje się tu dyrekcja Rezerwatu Burejskiego.